# İyidere
İyidere là một huyện thuộc tỉnh Rize, Thổ Nhĩ Kỳ. Huyện có diện tích 23 km² và dân số thời điểm năm 2007 là 8663 người, mật độ 377 người/km².